# Ampang Pulai
Ampang Pulai is een bestuurslaag in het regentschap Zuid-Pesisir van de provincie West-Sumatra, Indonesië. Ampang Pulai telt 9531 inwoners (volkstelling 2010).